# Kerai Mariur

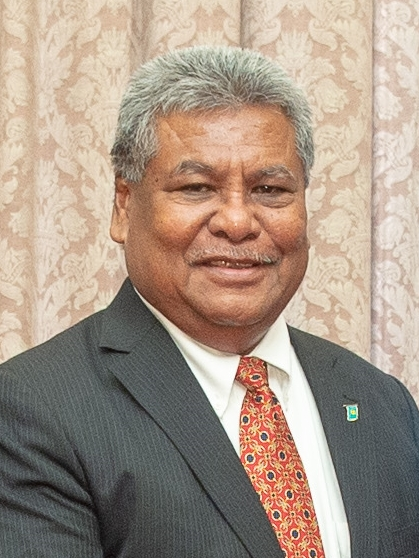

Kerai Mariur (Ollei, estado de Ngarchelong, 4 de junio de 1951) es un político palauano que ocupó el cargo de vicepresidente de Palaos entre el 15 de enero de 2009 y el 17 de enero de 2013.
Mariur fue miembro de la Cámara de Delegados, siendo elegido por la circunscripción de Ngarchelong. Johnson Toribiong lo seleccionó como compañero para su candidatura presidencial en 2008. 
La candidatura Toribiong-Mariur fue derrotada en la primera vuelta por la de Camsek Chin, pero en la segunda vuelta se intercambiaron las posiciones y Toribiong logró la presidencia con el 51% y casi cinco mil votos, llegando así también Mariur a la vicepresidencia.